# Luitpolddenkmal

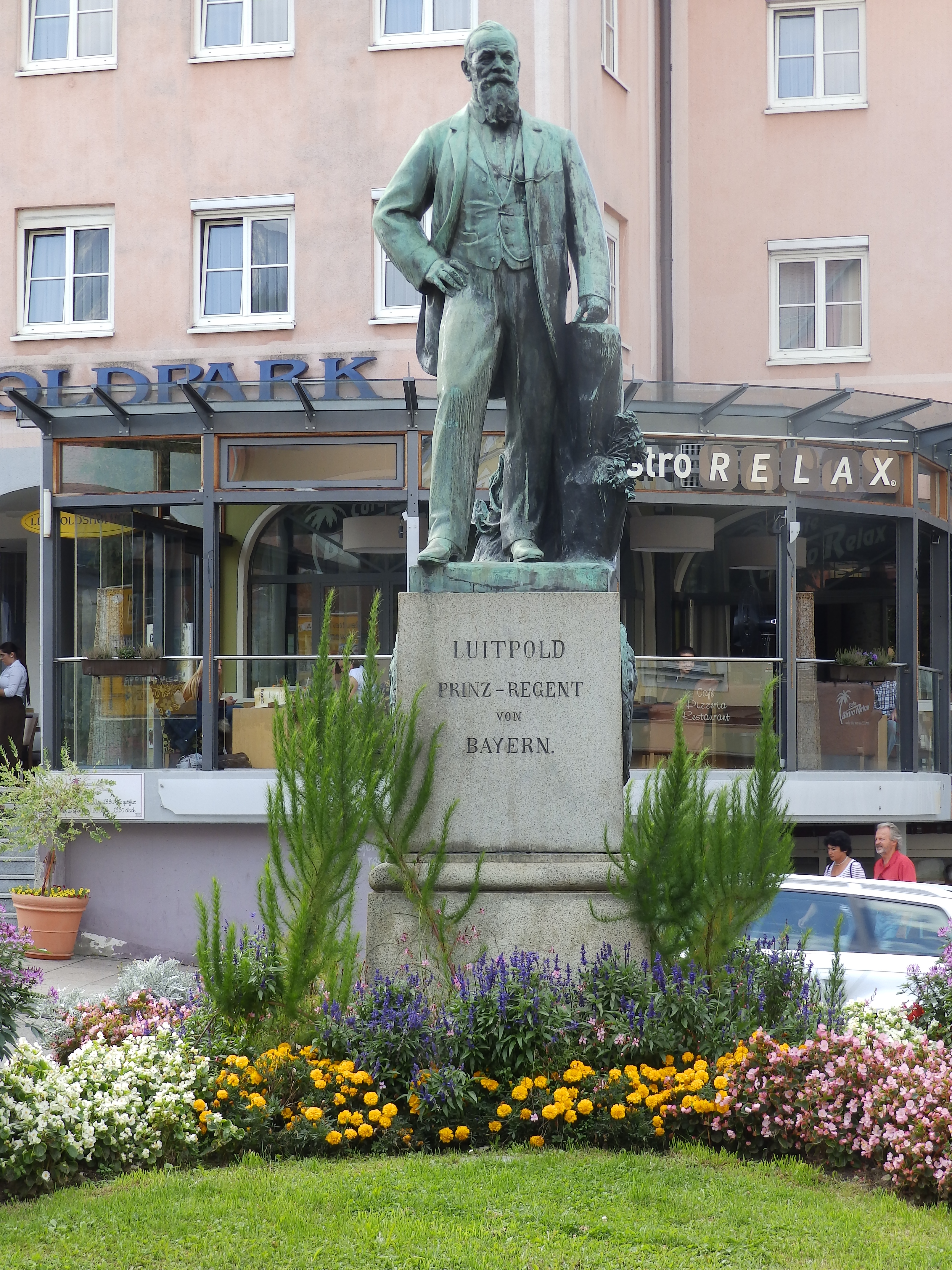
Luitpolddenkmal

Das Luitpolddenkmal, eigentlich Wittelsbacher Denkmal, ist ein Denkmal zu Ehren des Prinzregenten Luitpold und des bayerischen Königshauses Wittelsbach in Füssen.

## Lage
Das Denkmal befindet sich am nördlichen Rand der Altstadt vor dem Hotel Luitpoldpark in der Mitte eines Kreisverkehrs, an dem die Bahnhofstraße, Augustenstraße und Luitpoldstraße in den Prinzregentenplatz einmünden.

## Beschreibung
Das Denkmal besteht aus einer überlebensgroßen Bronzestatue des Prinzregenten Luitpold auf einem hohen Steinsockel. Im Gegensatz zur üblichen Darstellung in Uniform oder Jägerkleidung trägt er einen bürgerlichen Gehrock.  Eher unscheinbar sind an den beiden Seiten des Sockels Bronzemedaillons mit Porträts seiner Vorgänger Maximilian II. und Ludwig II. angebracht. Die Inschrift auf der Vorderseite des Sockels ist Luitpold Prinz-Regent von Bayern., die auf der Rückseite Aus Dankbarkeit errichtet von den Einwohnern von Fuessen und Umgebung. MDCCCCII.

## Geschichte
Das Denkmal entstand im Zuge zahlreicher Statuenerrichtungen in bayerischen Städten zu Ehren des Prinzregenten. Zu Füssen hatte der Prinzregent zudem eine besondere Beziehung, da er als begeisterter Jäger das nahegelegene Schloss Hohenschwangau als Sommerresidenz nutzte. Dorthin lud er regelmäßig Personen der Füssener Oberschicht ein. In Füssen wurde jährlich eine Prinzregentenfeier zu seinen Ehren abgehalten.
1900 wurde in Füssen unter anderem auf Initiative des Bauunternehmers und Stadtrats Rudolf Leinweber ein Verein zur Errichtung eines Wittelsbacher Denkmals gegründet. Bedenken bei der Denkmalsplanung, ob die Statue nicht eher Maximilian II. oder Ludwig II. als Erbauer der Schlösser Hohenschwangau und Neuschwanstein gebührt hätte, wurden verworfen, insbesondere da die 1886 erfolgte Entmündigung und der Tod des unter der Landbevölkerung populären Ludwig II. politischen Zündstoff barg. Im Bürgertum der Stadt Füssen, aus dessen Spenden sich das Denkmal hauptsächlich finanzierte, stand der Prinzregent für Stabilität und wirtschaftlichen Fortschritt, was auch eine mögliche Erklärung für die bürgerliche Kleidung der Statue ist.
Die Statue wurde vom in Füssen geborenen Bildhauer Alois Mayer entworfen und von der Gießerei Hans Clement in München angefertigt. Die Einweihung fand am 19. Oktober 1902 in großem Rahmen statt mit dem damaligen Zeitgeist entsprechenden patriotischen Reden, Gottesdienst, Festzug und, bereits am Vorabend, Zapfenstreich und Festkonzert. Die Einweihungsrede hielt der Regierungspräsident von Schwaben und Neuburg Wilhelm von Lermann, der Prinzregent wurde durch den Oberstzeremonienmeister Maximilian Graf von Moy vertreten.
Hinter dem Denkmal stand ursprünglich das Gebäude des Hotels Bayerischer Hof, in dem sich später der Stadtsaal und von 1921 bis 1960 die Oberrealschule Füssen befand. Das Gebäude wurde 1995 abgerissen und durch das Luitpoldpark-Areal ersetzt, einen Gebäudekomplex mit Hotel, Tiefgarage, Läden und Wohnungen. Auch der Kreisverkehr um das Denkmal wurde erst 1995 angelegt.